# Havsa
Havsa is een Turks district in de provincie Edirne en telt 21.533 inwoners (2007). Het district heeft een oppervlakte van 588,9 km².
De bevolkingsontwikkeling van het district is weergegeven in onderstaande tabel.
| 1997   | 2000   | 2007   |
| ------ | ------ | ------ |
| 24.394 | 24.027 | 21.533 |